# The Last Unicorn (filme)
The Last Unicorn (Brasil: O Último Unicórnio ) é um filme de animação de 1982, produzido por Rankin/Bass para a ITC Entertainment e animado por Topcraft.
O filme é baseado no livro homônimo escrito por Peter S. Beagle, que também escreveu o roteiro do filme. The Last Unicorn é sobre uma unicórnio que, ao aprender ser o último da espécie no mundo, sai em jornada em busca de outros. Com vozes de Mia Farrow, Alan Arkin, Tammy Grimes, Jeff Bridges, e Christopher Lee. A música do filme foi composta por Jimmy Webb, e as canções são interpretadas pelo grupo America.